# Любино (Андреапольський район)
Любино (рос. Любино) — присілок в Андреапольському районі Тверської області Російської Федерації.
Населення становить 105 осіб. Входить до складу муніципального утворення Андреапольський округ.

## Історія
Від 2006 до 2019 року входило до складу муніципального утворення Волокське сільське поселення.

## Населення
| 2002 | 2010 |
| ---- | ---- |
| 141  | ↘105 |